# Selección de baloncesto de Bután
La selección de baloncesto de Bután es el equipo formado por jugadores de nacionalidad butanesa que representa a la Federación de Baloncesto de Bután en las competiciones internacionales organizadas por la Federación Internacional de Baloncesto (FIBA) o el Comité Olímpico Internacional (COI): los Juegos Olímpicos, la Copa Mundial de Baloncesto y el Campeonato FIBA Asia.

## Historia
Fue creada en el año 1983 y ese mismo año se afilió a FIBA Asia, pero no es hasta 2011 que participa por primera vez en la eliminatoria para el Campeonato FIBA Asia que se jugó en Nueva Delhi, India.
En 2013 el equipo registró su primera victoria, y en 2016 participa por primera vez en los Juegos del Sudeste Asiático en donde termina en sexto lugar; y para 2015 participa por primera vez en el Campeonato del Sudeste Asiático, el torneo más importante del Sur de Asia en el que terminó en sexto lugar.

## Historial

### Copa Mundial
Resultado General: No ocupa puesto
| Copa Mundial de Baloncesto |
| --- |
| - 1950: No calificó - 1954: No calificó - 1959: No calificó - 1963: No calificó - 1967: No calificó - 1970: No calificó - 1974: No calificó - 1978: No calificó - 1982: No calificó - 1986: No calificó - 1990: No calificó - 1994: No calificó - 1998: No calificó - 2002: No calificó - 2006: No calificó - 2010: No calificó - 2014: No calificó - 2019: No calificó - 2023: No calificó - 2027: TBD |

### Juegos Olímpicos
| Baloncesto en los Juegos Olímpicos |
| --- |
| - Berlín 1936: No calificó - Londres 1948: No calificó - Helsinki 1952: No calificó - Melbourne 1956: No calificó - Roma 1960: No calificó - Tokio 1964: No calificó - México 1968: No calificó - Múnich 1972: No calificó - Montreal 1976: No calificó - Moscú 1980: No calificó - Los Ángeles 1984: No calificó - Seúl 1988: No calificó - Barcelona 1992: No calificó - Atlanta 1996: No calificó - Sídney 2000: No calificó - Atenas 2004: No calificó - Pekín 2008: No calificó - Londres 2012: No calificó - Río 2016: No calificó - Tokio 2020: No calificó - París 2024: No calificó |

### Campeonato FIBA Asia
| Campeonato FIBA Asia | Campeonato FIBA Asia | Campeonato FIBA Asia | Campeonato FIBA Asia | Campeonato FIBA Asia | Campeonato FIBA Asia |
| -------------------- | -------------------- | -------------------- | -------------------- | -------------------- | -------------------- |
| - 1960: No calificó  |                      | - 1983: No calificó  |                      | - 2005: No calificó  |                      |
| - 1963: No calificó  |                      | - 1985: No calificó  |                      | - 2007: No calificó  |                      |
| - 1965: No calificó  |                      | - 1987: No calificó  |                      | - 2009: No calificó  |                      |
| - 1967: No calificó  |                      | - 1989: No calificó  |                      | - 2011: No calificó  |                      |
| - 1969: No calificó  |                      | - 1991: No calificó  |                      | - 2013: No calificó  |                      |
| - 1971: No calificó  |                      | - 1993: No calificó  |                      | - 2015: No calificó  |                      |
| - 1973: No calificó  |                      | - 1995: No calificó  |                      | - 2017: No calificó  |                      |
| - 1975: No calificó  |                      | - 1997: No calificó  |                      | - 2022: No calificó  |                      |
| - 1977: No calificó  |                      | - 1999: No calificó  |                      | - 2025: No calificó  |                      |
| - 1979: No calificó  |                      | - 2001: No calificó  |                      |                      |                      |
| - 1981: No calificó  |                      | - 2003: No calificó  |                      |                      |                      |